# Vilhelm Petersen
Vilhelm Peter Carl Petersen (Kopenhagen, 17 december 1812 – aldaar, 25 juli 1880) was een Deens kunstschilder. Vilhelm Petersen wordt tot de belangrijkste Deense landschapsschilders uit de negentiende eeuw gerekend.

## Biografie
Petersen was tussen 1831 en 1838 leerling op de Koninklijke Deense Kunstacademie. Geïnspireerd door I.C. Dahl kozen Vilhelm en zijn vriend P.C. Skovgaard ervoor om zich toe te leggen op de romantische landschapsschilderkunst.
Zijn eerste schilderij, Et parti af Nøddebo, stelde hij in 1833 tentoon.
Tussen 1850 en 1852 ondernam Petersen een reis via Nederland, Duitsland (München), Oostenrijk (Tirol) naar Italië, waar hij vooral in Rome verbleef. Toen zijn vader ziek werd, keerde hij terug naar Denemarken om voor hem te zorgen tot hij stierf. Vilhelm is nimmer meer in het buitenland geweest.
In 1864 trouwde hij met Sophie Margrethe Sørensen-Groth (1838-1916). Hij werd in 1866 vader van Sophie Petrine Petersen.
Vilhelm Petersen stierf in 1880. Hij werd begraven op Assistens Kirkegård in Kopenhagen.

## Werken
Generalkonsul Johan Hansen was in het bezit van een groot aantal werken van Petersen en vele anderen. Die werken werden tussen 1932-34 via 13 verschillende veilingen verkocht. Andere werken zijn:
- Fuglevad Mølle, Kongens Lyngby (ca. 1834, Øregaard Museum)
- Parti af Fiskerlejet Sletten (1836, privé eigendom)
- Parti i Østerlarsker Sogn (1838, Bornholms Kunstmuseum)
- Højbro med udsigt til Slotsholmen (1839, Københavns Museum)
- Børsgraven set fra havnen, i baggrunden Christiansborg (1842, Københavns Museum)
- Studie af en bunke sten (1843, Statens Museum for Kunst)
- Studie af kirketårne på Sankt Petri Kirke og Vor Frue Kirke (ca. 1843, Statens Museum for Kunst)
- Studie af et stød (ca. 1845, Statens Museum for Kunst)
- Sandkisten ved Stormbroen med Thorvaldsens Museum i baggrunden (1846, Statens Museum for Kunst)
- Øresund med skibe, ud for Espergærde (1847, Statens Museum for Kunst)
- Marine med skyer (ca. 1847, Statens Museum for Kunst)
- Øresund ved Strandmøllen (1848, Statens Museum for Kunst)
- Parti fra Humlebæk fiskerleje (ca. 1850, privé eigendom)
- Udsigt fra Humlebæk mod nord (ca. 1850, privé eigendom)
- Ponte Nomentano over Tiberen ved Rom (1852, Sorø Kunstmuseum)
- En bådehavn (1854, Statens Museum for Kunst)
- Strandvejen med Tibberup Mølle (1854, Helsingør Kommunes Museer)
- Strandstudie fra Bornholm (Skovgaard Museet)
- Strandmøllen (1855, Øregaard Museum)
- Skovparti ved å (o. 1868, Randers Kunstmuseum)
- Parti fra Egebæksvang (1872, Helsingør Kommunes Museer)
- Fra kysten ved Hornbæk (o. 1875, Bornholms Kunstmuseum)
- Stranden ved Espergærde (ca. 1875, Statens Museum for Kunst)
- Tekeningen in Den Kongelige Kobberstiksamling en Sorø Kunstmuseum

## Galerij

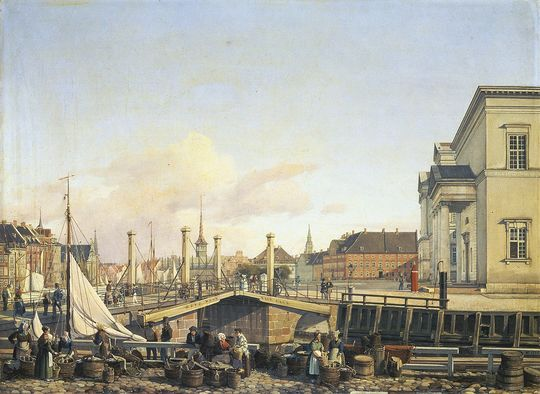
Højbro med udsigt til Slotsholmen Højbro Plads met Slotsholmen in de achtergrond, 1839, Københavns Museum
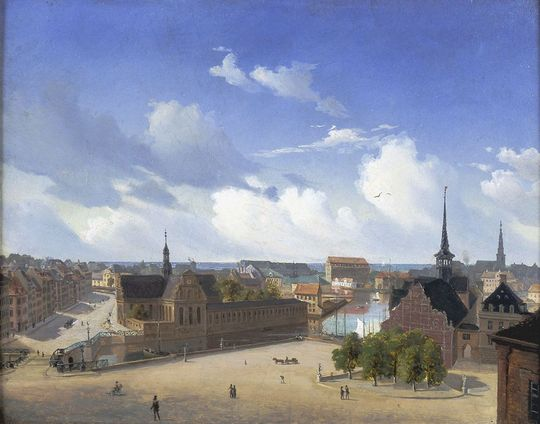
Holmens Kirke in Kopenhagen ca. 1855, onbekend
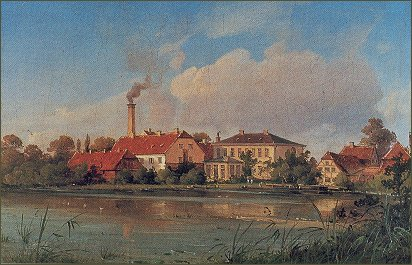
Strandmøllen 1855, Øregaards Museum
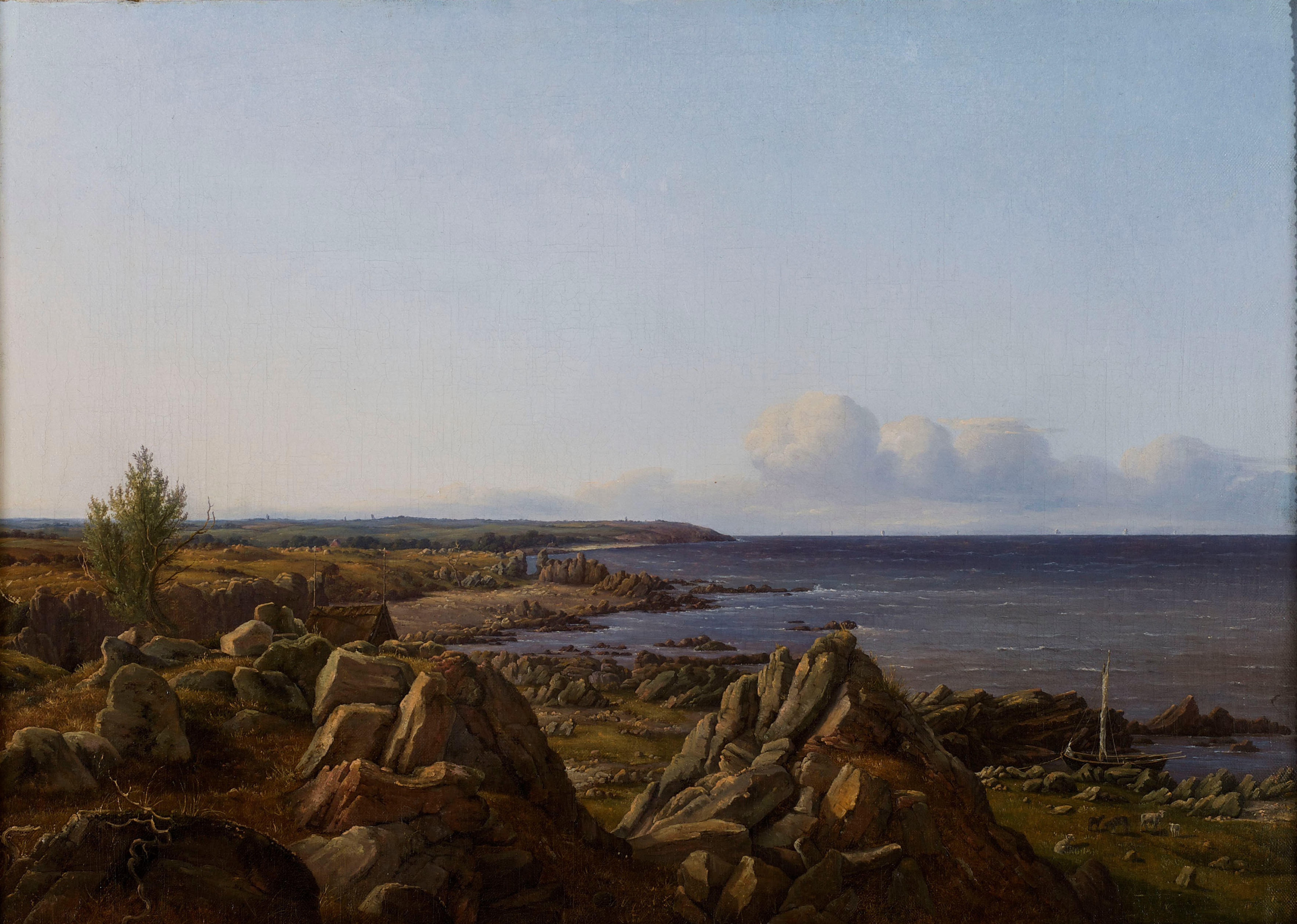
Parti i Østerlarsker Sogn Zicht op de parochie van Østerlars 1838, Bornholms Kunstmuseum

- International Standard Name Identifier: 0000 0004 2664 9879
- KulturNav: 0a887b7f-18c0-464a-bc4b-9e99e5bfa1c1
- Library of Congress Control Number: n92015244
- RKD-Nederlands Instituut voor Kunstgeschiedenis: 283243
- Système universitaire de documentation: 198075642
- Union List of Artist Names: 500162369
- Virtual International Authority File: 295170746
- WorldCat: E39PBJc84T3DRYdcdRBvPmj9jC